# Eleutherodactylus principalis
Eleutherodactylus principalis är en groddjursart som beskrevs av Estrada och Hedges 1997. Eleutherodactylus principalis ingår i släktet Eleutherodactylus och familjen Eleutherodactylidae. IUCN kategoriserar arten globalt som starkt hotad. Inga underarter finns listade i Catalogue of Life.